# Oxycodone
Oxycodone, được bán dưới tên thương hiệu OxyContin và các thương hiệu khác, là một loại thuốc opioid được sử dụng để điều trị đau vừa đến nặng. Nó thường được dùng uống qua miệng, và có sẵn trong các công thức phát hành ngay lập tức và phát hành có kiểm soát. Bắt đầu tác dụng giảm đau thường bắt đầu trong vòng 15 phút và kéo dài đến sáu giờ với công thức giải phóng ngay lập tức. Ở Vương quốc Anh, nó có sẵn bằng cách tiêm. Các thuốc kết hợp cũng có sẵn với paracetamol (acetaminophen) hoặc aspirin.
Các tác dụng phụ thường gặp bao gồm táo bón, buồn nôn, buồn ngủ, chóng mặt, ngứa, khô miệng và đổ mồ hôi. Tác dụng phụ nghiêm trọng có thể bao gồm nghiện, ức chế hô hấp và huyết áp thấp. Những người dị ứng với codeine cũng có thể bị dị ứng với oxycodone. Sử dụng oxycodone trong thai kỳ sớm có vẻ tương đối an toàn. Hội chứng cai nghiện opioid có thể xảy ra nếu ngừng sử dụng quá nhanh chóng. Oxycodone hoạt động bằng cách kích hoạt thụ thể μ-opioid. Khi uống, nó có tác dụng gấp khoảng 1,5 lần so với lượng morphin tương đương.
Oxycodone được sản xuất lần đầu tiên ở Đức vào năm 1916 từ thebaine. Nó có sẵn như là một loại thuốc gốc. Tại Hoa Kỳ, chi phí bán buôn cho mỗi liều ít hơn 0,30 USD tính đến năm 2018. Năm 2016, đây là loại thuốc được kê đơn nhiều thứ 54 tại Hoa Kỳ, với hơn 14 triệu đơn thuốc. Oxycodone là một loại thuốc bị lạm dụng phổ biến. Một số công thức ngăn chặn lạm dụng đã có sẵn như thuốc kết hợp với naloxone.